# Dreptul reporterului la confidențialitatea surselor
În Statele Unite ale Americii, dreptul reporterului la confidențialitatea surselor (cunoscut, de asemenea, și ca dreptul jurnalistului/ziaristului la confidențialitatea surselor sau confidențialitatea presei), reprezintă „protecția acordată reporterului, în temeiul dreptului constituțional sau comun, de a nu fi obligat să divulge informații sau surse confidențiale.” În Statele Unite ale Americii, acesta poate fi descris ca un drept aflat sub incidența primului amendament sau un drept legal restrâns (limitat) pe care multe jurisdicții l-au oferit jurnaliștilor pentru a-și proteja sursele confidențiale împotriva divulgării.
Curțile Federale de Apel ale Circuitelor I, II, III, V, VIII, IX, X, XI și D.C. au recunoscut existența unui drept limitat al reporterului la confidențialitatea surselor. În cazul recent Sterling⁠(d) din SUA, Curtea Federală de Apel a Circuitului al IV-lea a respins cu vehemență existența unui astfel de drept al reporterului, singura excepție fiind cazul Branzburg. În plus, patruzeci de state și Districtul Columbia au adoptat statute numite legi scut, menite să protejeze sursele anonime ale jurnaliștilor.

## Statele Unite ale Americii

### Norme stabilite de către Departamentul de Justiție (Statele Unite ale Americii)
Departamentul de Justiție al Statelor Unite ale Americii a creat norme auto-impuse menite să protejeze mass-media prin reglementarea utilizării citațiilor împotriva presei. Conform acestor norme, „ar trebui făcute toate eforturile necesare pentru a obține informații din surse alternative” înainte de a lua în considerare citarea unui reprezentant mass-media. În plus, aceste norme impun ca procurorii federali să negocieze cu presa, clarificând nevoile specifice cazului.
Înainte de emiterea unei citații, procurorul general trebuie să o aprobe. Atunci când procurorul general examinează o citație adresată unui reprezentant mass-media, acesta trebuie să aibă în vedere următoarele criterii:
- În cazurile penale,  ar trebui să existe motive întemeiate pentru a se considera, pe baza informațiilor obținute din surse non-media, că a avut loc o infracțiune și că informațiile solicitate sunt esențiale pentru o investigație reușită - în special în ceea ce privește stabilirea imediată a vinovăției sau a nevinovăției. Citația nu ar trebui utilizată pentru a obține informații secundare, neesențiale sau speculante.
- În cazurile civile ar trebui să existe motive întemeiate, bazate pe surse non-media, pentru a considera că informațiile solicitate sunt esențiale pentru soluționarea cu succes a litigiului într-un caz de o importanță semnificativă. Citația nu ar trebui utilizată pentru a obține informații secundare, neesențiale sau speculante.
- Guvernul trebuie să fi încercat, fără succes, să obțină informații din surse alternative, altele decât media.
- Cu excepția circumstanțelor deosebite, utilizarea citațiilor adresate reprezentanților mass-media ar trebui limitată la verificarea informațiilor publicate și la aspectele referitoare la acuratețea informațiilor publicate.
- Chiar și solicitările de autorizare a citațiilor privind informațiile divulgate în mod public ar trebui tratate cu grijă pentru a evita eventualele plângeri pentru hărțuire.
- Ori de câte ori este posibil, citațiile ar trebui să vizeze informații concrete cu privire la un subiect restrâns, o perioadă de timp relativ limitată și să evite solicitarea unei cantități mari de informații nepublicate. Solicitarea documentelor trebuie anunțată într-un timp rezonabil.

Deși aceste norme par a proteja foarte mult presa, ele refuză în mod explicit crearea „oricărui drept sau beneficiu, substanțial sau procedural, aplicabil prin lege.” De asemenea, această politică nu prevede nici vreo pedeapsă aspră pentru guvernul federal, în cazul în care acesta încalcă regulamentul. Dacă procurorii federali nu reușesc să obțină o aprobare de la procurorul general, pedeapsa maximă prevăzută se limitează la „o sancțiune administrativă sau o altă sancțiune disciplinară adecvată.” De fapt, unele instanțe au constatat că aceste norme „nu constituie titlu executoriu.” Prin urmare, în circuitele care adoptă această abordare, reprezentanții mass-media au dreptul de a face apel pentru aplicarea acestor politici numai în urma constrângerii acestora de a depune mărturie.

### Încercarea lui Judith Miller de a invoca dreptul reporterului la confidențialitatea surselor
Problema confidențialității surselor jurnalistice a atras atenția mass-mediei în cazul In re Miller, în care au fost implicați reporterii Judith Miller⁠(d) și Matthew Cooper⁠(d). Miller și Cooper au fost citați de către Marele Juriu pentru a depune mărturie și pentru a divulga informații, inclusiv înregistrări și documente privind conversații cu surse particulare, dar și cu toate celelalte surse oficiale referitoare la afacerea Plame. Ambii au refuzat să se prezinte în urma citațiilor, invocând dreptul la confidențialitatea surselor jurnalistice. Curtea Federală a Districtului i-a acuzat pe Miller și Cooper de sfidarea Curții⁠(d), iar Curtea de Apel pentru Districtul Columbia din Statele Unite a aprobat acest ordin. 
Miller și Cooper au făcut recurs la Curtea de Apel, pledând pentru apărare și  invocând o serie de prevederi ale Primului Amendament și ale dreptului comun cu privire la confidențialitatea surselor jurnalistice. Curtea de Apel a respins aceste solicitări. Miller și Cooper au fost acuzați pentru sfidarea Curții și condamnați la optsprezece luni de închisoare. Sentința a fost suspendată în așteptarea deciziei în urma unui apel la Curtea Suprema din Statele Unite.
Cu toate acestea, Curtea Supremă a SUA a refuzat să judece cauza. Pe data de 6 iulie 2005, Judith Miller a început executarea celor patru luni din pedeapsa inițială de optsprezece luni cu suspendare. Sursa confidențială a lui Matthew Cooper a renunțat la clauza de confidențialitate, acesta fiind astfel de acord să se spună citației și să depună mărturie în fața Marelui Juriu.

### Propunerile din cadrul congresului
În 2004, două proiecte de lege importante au fost introduse în  Camera Reprezentanților a Statelor Unite ale Americii  și în Senatul Statelor Unite ale Americii, în vederea creării unei legi scut federale. Primul proiect de lege a fost introdus în formă identică atât în Senat, cât și în Camera Reprezentanților de către senatorul Richard Lugar⁠(d) (R-IN) și reprezentantul Mike Pence (R-IN). Senatorul Christopher Dodd a introdus o legislație separată, care aparent oferea mai multă protecție decât proiectul de lege Pence/Lugar. 
În 2006, Rodney A. Smolla⁠(d) a depus mărturie în fața Comisiei Juridice a Senatului cu privire la dreptul reporterului la confidențialitatea surselor.
Pe data de 2 decembrie 2010, John Ensign⁠(d) (R-NV) a introdus S.4004 pentru a modifica secțiunea 798, titlul 18, din Codul Statelor Unite, ca reacție la scurgerea de informații diplomatice de pe WikiLeaks, astfel încât să fie stabilite sancțiuni pentru divulgarea informațiilor clasificate privind anumite activități specifice serviciilor de informații sau care pot fi folosite și în alte scopuri. Deși actul a fost numit SHIELD (scut), legislația propusă avea puține lucruri în comun cu legile scut din SUA (shield laws), menite să protejeze sursele anonime ale jurnaliștilor.